# Saint-Estève
Saint-Estève è un comune francese di 11 114 abitanti situato nel dipartimento dei Pirenei Orientali nella regione dell'Occitania.

## Società

### Evoluzione demografica
Abitanti censiti